# Dank Fen
Das Dank Fen (englisch für Feuchtkaltes Fenn) ist eine küstennahe Moorniederung auf Bird Island im Archipel Südgeorgiens im Südatlantik. Sie liegt südlich des Molly Hill.
Das UK Antarctic Place-Names Committee benannte sie 1982 deskriptiv.